# Saitek
Saitek ist ein Elektronikunternehmen mit Firmensitz in Hongkong, das 1979 von dem Schweizer Eric Winkler gegründet wurde. Saitek wurde zur Entwicklung und Produktion von elektronischen Geräten gegründet, Anlass war die Entwicklung eines Schachcomputers. Niederlassungen existieren in den Vereinigten Staaten, in Europa in Frankreich, Großbritannien und Deutschland, in Hongkong und direkt in China, die deutsche Niederlassung befindet sich in München.

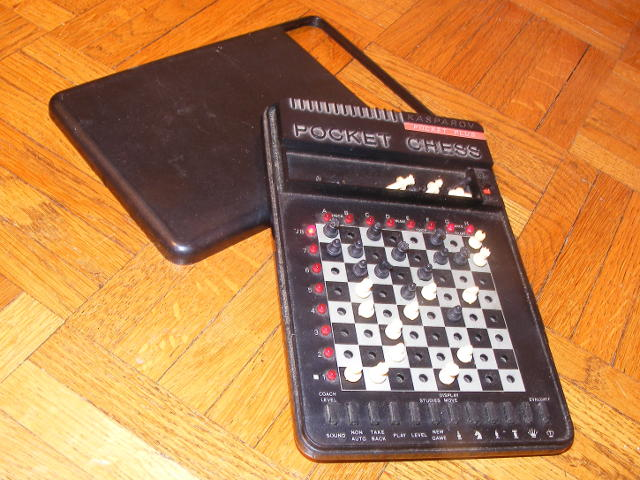
Im Jahr 1987 entwickelte Saitek den Schachcomputer Pocket Plus in Zusammenarbeit mit Garri Kasparow.

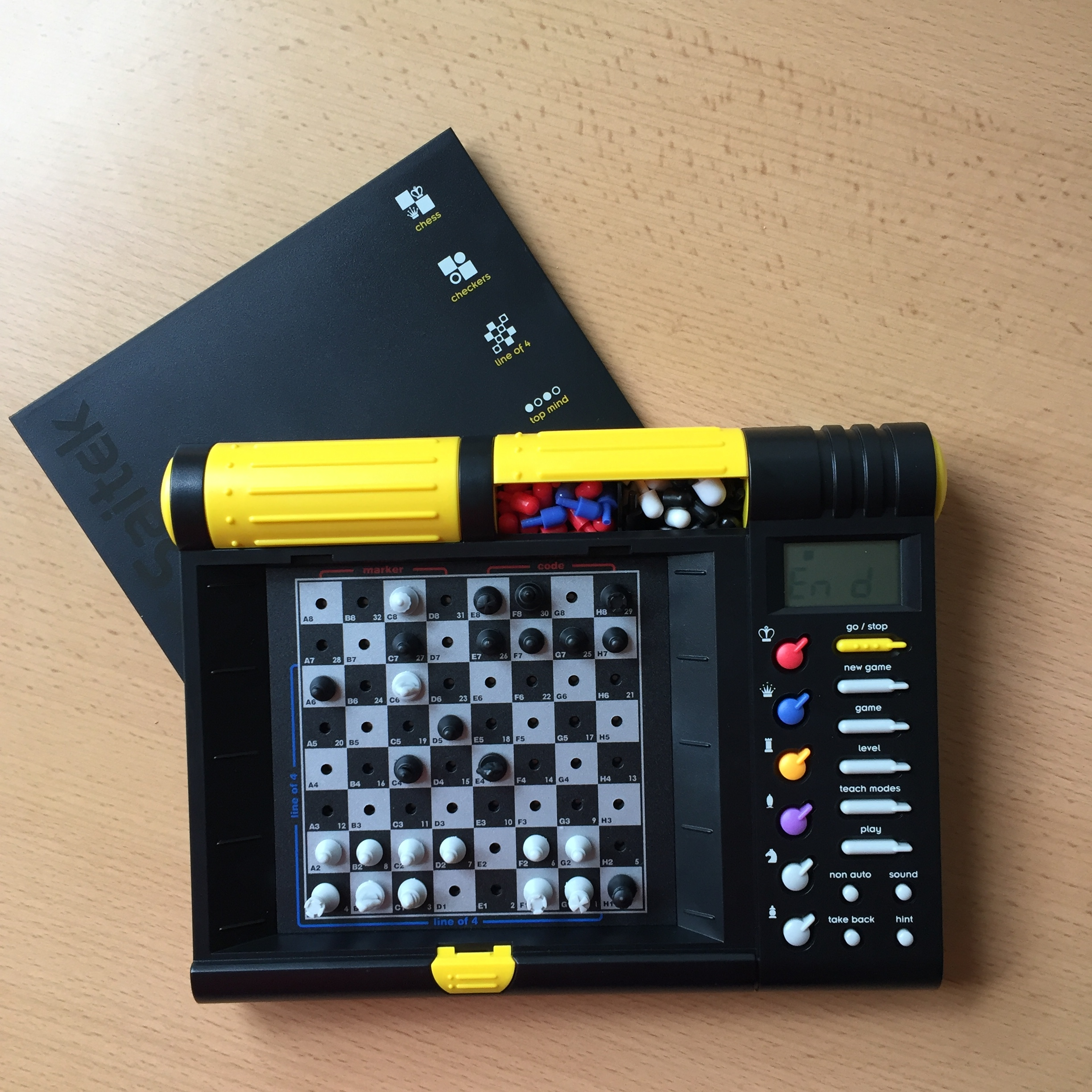
SAITEK Spielecomputer für vier Spiele

Saitek besteht heute aus zwei eigenständigen Geschäftsbereichen, zum einen der Saitek EMS, die elektronische Geräte entwickelt und herstellt, und zum anderen aus der Vertriebsfirma für die unter der Marke Saitek hergestellten Produkte.

## Saitek
Seit 1993 vertrieb Saitek Zubehör für Computerspiele, wie Gamepads, Mäuse, Tastaturen, Joysticks, Force-Feedback-Lenkräder, Pedale für Flugsimulatoren, Webcams, Headsets. Seit 2005 gehören auch PC-Lautsprecher zum Vertriebsprogramm. Verschiedene dieser Peripheriegeräte gibt es auch in drahtloser oder besonders für den mobilen Gebrauch geeigneter Ausführung.
Schachcomputer unter dem Markennamen Mephisto gehören in verschiedenen Größen, Ausstattungen und Spielstärken zum Programm, seit Saitek 1994 den deutschen Schachcomputer-Hersteller Hegener + Glaser übernahm.
Saitek wurde 2007 von dem US-amerikanischen Unternehmen Mad Catz übernommen.
Im September 2016 übernahm Logitech die Marke für 13 Millionen Dollar.

## Saitek EMS
Aus Saitek ging auch ein EMS-Unternehmen hervor, das bis 2007 ebenfalls unter dem Namen Saitek auftritt. Seit dem Verkauf der Markenrechte an Mad Catz heißt das Unternehmen Ryder Industries.
Das Spektrum reicht von der Auftragsfertigung von Leiterplatten bis zur Entwicklung, Optimierung, Produktion, Prüfung und Vertriebslogistik für elektronische Geräte.
1980 wurden Niederlassungen in den Vereinigten Staaten und in Großbritannien gegründet, 1985 war eine erste eigene Fabrik in Hongkong produktionsbereit. 1990 begann die Planung für eine zusätzliche Produktionsstätte in Shenzhen, einer Sonderwirtschaftszone in der an Hongkong angrenzenden Provinz Guangdong in China, die 1991 gegründet wurde. 2002 nahm die zweite Fabrik in Shenzhen ihren Betrieb auf. Die Produktionsfläche beträgt 23.000 m².